# Academi
Pour les articles homonymes, voir Blackwater.
Academi est une société militaire privée (SMP) américaine ayant recours au mercenariat, dont le siège se trouve à Moyock (Caroline du Nord), qui a notamment travaillé en Irak et en Afghanistan pour le compte du gouvernement des États-Unis. Elle est précédemment connue sous le nom de Blackwater Worldwide et à l'origine sous celui de Blackwater USA. Elle adopte le nom de Xe le 13 février 2009. En décembre 2011, elle change de nouveau son nom pour celui de « Academi ».
Erik Prince, fondateur et PDG de Blackwater Worldwide, et Gary Jackson, président de l'entreprise, annoncent leur démission le 1er mars, mais Prince demeure membre du conseil d'administration de Xe jusqu'à la tentative de démantèlement du groupe Xe commencée en août 2010. Finalement, c'est le rachat des filiales de Blackwater par la firme rivale Triple Canopy (tous réunis sous l'égide de Constellis Holdings, Inc.) qui évite le démantèlement.

## Histoire
La société militaire privée Academi est fondée en 1997 par Erik Prince, un ancien des forces spéciales de l'US Navy, les SEAL, et un fervent partisan du Parti républicain qui a également fondé Total Intelligence Solutions, profitant du programme de privatisation des forces armées lancé par le secrétaire à la Défense Dick Cheney dans les années 1990. Elle a été filiale du groupe informatique CSC. Elle possède un domaine de plus de 24 km2 à Moyock, en Caroline du Nord, au sud de la base navale de Norfolk, où plus de 50 000 militaires ont déjà suivi un entraînement.
Fin mars, elle a déclaré avoir 450 hommes en intervention. Pour des raisons économiques, 30 % de son personnel n'a pas de formation militaire, mais vient de la police.
Ses activités ont débuté dans la sous-traitance de l'entraînement militaire. Après la fusillade de l'école secondaire Columbine en 1999, Blackwater obtient des contrats avec des écoles de police pour des formations à l'intervention en milieu scolaire. Après les attaques terroristes contre le destroyer USS Cole en octobre 2000, Blackwater signe un contrat de 37 millions de dollars avec la Marine pour l'entraînement d'une force de protection, mais les grands contrats viennent après les attentats du 11 septembre 2001.
Dans son livre, Blackwater. L'ascension de l'armée privée la plus puissante du monde, le reporter américain Jeremy Scahill dresse un tableau accablant des activités de la société. Il l'accuse notamment d'agir telle une garde prétorienne en Irak, bénéficiant d'une immunité quasi totale face aux allégations de violence envers les civils irakiens.

### En Afghanistan et en Irak
C'est l'une des premières société militaire privée (SMP) à s'implanter en Afghanistan durant la guerre entamée en 2001. Bien que n'étant officiellement engagée que pour des contrats défensifs, les contractants de Blackwater participent à des raids offensifs et létaux organisés par la CIA ou les Special Forces de façon ad hoc. Le 5 mai 2009, quatre salariés d'une filiale de Blackwater, Paravant, sont responsables d'une bavure à Kaboul (un mort et deux blessés) ; ils sont licenciés par la suite,.
Lors du conflit en Irak, le 31 mars 2004, quatre membres de la société sont tués lors d'une attaque aux grenades et armes légères à Falloujah. Les corps, brûlés, sont pendus à des luminaires d'un pont sur l'Euphrate et ultérieurement démembrés par une foule en furie.
Ces contrats sont alors facilités par les nombreux liens d'Erik Prince avec les néoconservateurs de l'administration Bush, comme A. B. Krongard (en), directeur exécutif et numéro 3 de la CIA, qui signe avec Blackwater des contrats pour la protection de l'oléoduc Bakou-Tbilissi-Ceyhan. L'ancien directeur du centre anti-terroriste de la CIA Cofer Black (en) a rejoint Blackwater en 2005.
En avril 2004, elle embauche 134 militaires chiliens. Pour 1 000 dollars par jour, ils doivent protéger les installations pétrolières en Irak[réf. nécessaire].
Le 16 septembre 2007, des membres de Blackwater ouvrent le feu à la mitrailleuse et jettent des grenades sur un carrefour très fréquenté de Bagdad, alors qu'ils circulaient en véhicules blindés. La fusillade fait au moins 13 morts et 17 blessés, dont des femmes et des enfants. La porte-parole de Blackwater, Anne Tyrrell, déclare que « les employés [avaient] agi conformément à la loi en réponse à une attaque » et que « les civils sur lesquels il aurait été fait feu étaient en fait des ennemis armés et nos employés [avaient] fait leur travail pour défendre des vies humaines », une version qui sera contredite par les témoignages et les procureurs américains. Le porte-parole du ministère irakien de l'Intérieur, Abdul-Karim Khalaf, déclare que « le fait d'être chargé de la sécurité ne les [autorisait] pas à tirer sur les gens n'importe comment ». Dès le lendemain, le gouvernement d'al-Maliki interdit à Blackwater d'opérer sur le sol irakien. Le quotidien suisse Le Temps résume ainsi la fusillade : « La balle a traversé la tête de Haithem Ahmed. Pas de coup de semonce préalable, pas de tension particulière à Bagdad, mais ce projectile qui a tué instantanément l'Irakien alors qu'il circulait dans une voiture aux côtés de sa mère. Le conducteur mort, le véhicule s'emballe. Et les mercenaires de Blackwater aussi : ils arrosent de centaines de balles la place Nissour, noire de monde, où les passants tentent désespérément de se mettre à l'abri. Des grenades sont lancées, et les hélicoptères des gardes privés interviennent rapidement pour achever le travail. Bilan : au moins 17 civils irakiens tués, 24 blessés ».
Les poursuites contre Blackwater ont été difficiles car les sous-traitants ont continué d'opérer jusqu'à fin 2008, en accord avec le mémorandum 17 de l'Autorité provisoire de la coalition, édicté par Paul Bremer, qui garantissait aux employés l'immunité vis-à-vis du droit irakien. La société a donc repris son activité, bien que des éléments concordants montrent que la fusillade n'aurait pas eu de justification militaire. En janvier 2009, les autorités irakiennes ont annoncé qu'elles ne renouvelaient pas à Blackwater l'autorisation d'exercer dans leur pays.
Le 1er octobre 2007 un rapport de la Chambre des représentants des États-Unis est publié dans lequel est recensé, durant la période allant du 1er janvier 2005 au 12 septembre 2007, 195 fusillades impliquant Blackwater et dans 163 cas, les employés de Blackwater ont tiré les premiers.
Ce rapport mentionne également le meurtre le 24 décembre 2006 de l'un des gardes du corps du vice-président irakien Adel Abdel-Mehdi par un employé ivre de Blackwater, Andrew Moonen. Moins de 36 heures après, il a été autorisé par le département d'État (le contractant de Blackwater) à retourner aux États-Unis sans être inquiété. Dans un premier temps, le département d'État a suggéré à Blackwater de verser 250 000 dollars à la famille de la victime, mais le service de sécurité diplomatique a pensé qu'une telle somme pourrait inciter des Irakiens à se faire tuer pour mettre ainsi leur famille à l'abri du besoin[réf. nécessaire]. Finalement, la famille aurait reçu 15 000 dollars ; Erik Prince évoque quant à lui la somme de 20 000 dollars.
Concernant la prise en compte des multiples dérapages, le rapport a recensé 122 licenciements, dont 28 pour usage d'arme et 25 impliquant la drogue et l'alcool. Mais les rédacteurs de ce rapport notent qu'ils n'ont aucune preuve que le Département d'État a tenté de restreindre Blackwater ou qu'il se soit interrogé sur le nombre de fusillades impliquant des employés de cette société.
À ce stade (fin 2007), et par rapport aux deux autres sociétés militaires privées (DynCorp et Triple Canopy, Inc.) présentes en Irak, Blackwater est à l'origine de plus de fusillades que les deux autres sociétés réunies.
Le 2 octobre 2007, Erik Prince, ainsi que trois représentants du département d'État, ont été auditionnés par une commission de la Chambre des représentants concernant leurs agissements en Irak et en Afghanistan. Durant leur audition, des témoins, dont des généraux et des officiers, ont qualifié les comportements de Blackwater comme « outrageants » et « contraires à la stratégie de l'armée ». Les mêmes témoins ont reproché aux employés de la société d'avoir « la détente facile ».
Avant le début des auditions à la Chambre des représentants le 2 octobre 2007, le démocrate Henry Waxman (en), président de la commission, pose la question : « Blackwater, une société de sécurité privée, nous aide-t-elle en Irak ou entrave-t-elle notre action ? ». Il considère également « Blackwater responsable » de la fusillade du 16 septembre.
Le 31 mars 2009, la société perd son principal contrat en Irak au profit de Triple Canopy, Inc. Xe était chargé de la sécurité au sol à Bagdad, notamment tout ce qui concernait la protection de personnalités.
En octobre 2013, quatre anciens gardes de la compagnie font face à un nouveau procès, à la suite de l'affaire des tirs de 2007 sur la place Nisour, à Bagdad, qui tuèrent entre treize et dix-sept civils (selon les sources,,). Le 13 avril 2015, Nicholas Slatten est condamné à une peine de prison à perpétuité, et les trois autres, Paul Slough, Evan Liberty et Dustin Heard, sont condamnés à trente ans de prison. Les peines de Slough, Liberty et Heard seront réduites à 15, 14 et 12 ans et demi de prison, respectivement, en septembre 2019. Le 23 décembre 2020, ils sont tous les quatre graciés par le président Donald Trump, ce qui suscitera l'indignation en Irak et sera dénoncé par des experts de l'ONU comme un "affront à la justice",. La maison blanche a justifié cette grâce par le "long passé de service à la nation" des quatre hommes.

### Dans le monde
En septembre 2005, la société intervient pour aider les ingénieurs de l'US Army à colmater les brèches des digues de La Nouvelle-Orléans, après le passage de l'ouragan Katrina, et participe au maintien de l'ordre. Le montant total des sommes perçues par Blackwater et provenant du gouvernement fédéral à la suite de cette catastrophe s'élevait, au milieu de l'année 2006, à 73 millions de dollars (l'équivalent de 243 001 $ par jour).
En 2008, la société est présente dans plusieurs pays, notamment en Afrique du Nord, plus précisément au Maroc, avec une cellule logistique à Rabat, capitale administrative du pays, stratégiquement intéressante (les ambassades et consulats y sont concentrés). La société effectue de la protection d'installations sensibles tels les sites de radars militaires au Japon, de l'entraînement de membres de service de renseignement de Taïwan ou le sauvetage de civils au Kenya et se déclare prête à lutter contre la piraterie autour de la corne de l'Afrique.
En 2014, le tabloïd allemand Bild am Sonntag rapporte qu'environ 400 mercenaires d'Academi opèrent en Ukraine, aux côtés des forces ukrainiennes contre les séparatistes, dans l'est du pays,.

### Contrats avec la CIA
Le 20 août 2009, le New York Times a rapporté que Blackwater a réalisé des contrats, octroyés secrètement, pour le compte de la CIA dans le cadre d'une mission destinée à pourchasser des terroristes d'Al-Qaïda. Elle s'occupait notamment de charger les bombes sur les drones ainsi que de pourchasser et d'assassiner, si possible, les membres d'Al-Qaïda. Aucun membre d'Al-Qaïda n'aurait cependant été tué par les employés de Blackwater,.

### Logos

Xe
Academi

## Structure et démantelement du groupe en 2010
Xe était en 2007 un ensemble de six sociétés, ayant chacune une spécialité : 
- Blackwater Training Center, le centre d'entraînement de Moyock ;
- Blackwater Target Systems, le stand de tir ;
- Blackwater Security Consulting, la division protection ;
- Blackwater Canine, pour l'entraînement des chiens policiers ;
- Blackwater Air, pour le soutien aérien ;
- Total Intelligence Solutions, service de renseignements privé[38].

Le démantèlement de Xe a commencé en août 2010, avec la vente d'Aviation Worldwide Services et de ses filiales : Presidential Airways et STI Aviation (une soixantaine d'aéronefs au total). L'ensemble a été acheté par AAR Aviation pour 200 millions de dollars.
USCT Holdings, un fonds contrôlé par deux « private equity firms » : Manhattan Partners et Forte Capital Advisors. a pour sa part acheté toutes les sociétés dépendant de Xe pour une valeur estimée à 200 millions de dollars. On ne sait pas si USCT Holdings a repris les participations de Xe dans plusieurs Joint ventures dont International Development Solutions.

## Contrats
| Année | Montants (en $) |
| ----- | --------------- |
| 2001  | 736 906         |
| 2002  | 3 415 884       |
| 2003  | 25 395 556      |
| 2004  | 48 496 903      |
| 2005  | 352 871 817     |
| 2006  | 593 601 952     |
| Total | 1 024 519 018   |

Alors qu'avant la guerre en Irak, la société ne proposait que des séances d'entraînement pour les forces de l'ordre et les militaires, elle a depuis très largement étendu son offre à divers domaines liés à la protection des personnes et des installations.
Le principal contractant de Blackwater est le gouvernement américain via le Département d'État. Ainsi entre 2001 et 2006, l'entreprise a vu son chiffre d'affaires augmenter de plus de 80000 %, rien qu'avec les contrats avec le gouvernement américain.
Le premier contrat obtenu en Irak l'a été lorsque l'Autorité provisoire de la coalition, dirigée par Paul Bremer, a demandé en août 2003 à Blackwater d'assurer la protection des civils américains envoyés officiellement en Irak par le gouvernement, au premier rang desquels le même Paul Bremer. Ce contrat a été obtenu sans appel d'offres. En janvier 2009, le contrat n'a pas été renouvelé en raison des exactions de ses employés.
Moins d'un an plus tard, en juin 2004, Blackwater a obtenu un contrat (toujours sans appel d'offres) bien plus important. Connu sous le nom de Worldwide Personal Protective Services (WPPS), ce contrat définissait que la société devait fournir protection aux citoyens américains et à certains responsables étrangers de haut rang. Les termes de ce contrat sont vagues et ne précisaient pas le type de protection que devait assurer Blackwater, ni le nombre d'interventions. Le contrat ne pouvait excéder 332 millions de dollars, mais du 14 juin 2004 au 6 juin 2006, Blackwater a reçu plus de 488 millions de dollars. Le 8 mai 2006, le Département d'État a passé un nouveau contrat similaire dans les termes (WPPS II) et incluant cette fois-ci deux autres sociétés (DynCorp et Triple Canopy). Il définissait les zones géographiques d'intervention de chacune des trois sociétés et le montant ne pouvait excéder 1,2 milliard de dollars par entreprise ou 3,6 milliards au total.
En 2010, Xe obtient un contrat avec la CIA en Afghanistan. Pour 120 millions de dollars, une filiale de Xe sera chargée de la protection pendant 18 mois des consulats américains de Herat et Mazar-i-Sharif.

## Mercenariat
Xe, comme la plupart des sociétés militaires privées, ne se définit pas comme mercenaire. C'est dans son intérêt, puisque le mercenariat est interdit par la Convention internationale contre le recrutement, l'utilisation, le financement et l'instruction de mercenaires de l'ONU. Pourtant, les spécialistes de la défense, la presse et le gouvernement afghan les identifient bien comme des mercenaires,,,,.